# Max Cooper (musicien)
Pour les articles homonymes, voir Max Cooper (homonymie).
Max Cooper, né en 1980, est un producteur de musique électronique et techno basé à Londres qui publie de la musique depuis 2007.

## Biographie
Cooper est né à Belfast, en Irlande du Nord, de parents d'origine australienne.
Cooper a obtenu son doctorat en biologie computationnelle à l'université de Nottingham en 2008. Au cours de sa formation doctorale, ses recherches se sont concentrées sur la modélisation de l'évolution des réseaux de régulation génique. Après avoir terminé son travail de doctorat, Cooper a brièvement occupé un poste post-doctoral en tant que généticien au University College de Londres.

### Carrière musicale
En 2010, Cooper décide de se concentrer entièrement sur la production musicale et sa musique est influencée par sa formation scientifique,. En termes de références musicales, Cooper a cité Jon Hopkins, Sigur Rós et Ólafur Arnalds, ajoutant que ses influences sont " principalement l'electronica plus que la techno ". En 2012 et 2013, il a été élu parmi les 20 meilleurs live acts de l'année sur Resident Advisor, et nommé parmi les artistes de l'année 2012 sur Beatport.

#### 2014:Human
En décembre 2013, Cooper a annoncé la date de sortie de son premier album Human pour le 10 mars 2014. L'album a été précédé du single Adrift, sorti le 16 décembre 2013. Human a été salué par la critique et a été décrit par Clash comme "somptueux, d'une beauté séduisante". La sortie a été suivie de deux EPs de remixes, Inhuman One et Inhuman Two, avec des remixes de Rodriguez Jr, Lusine, Harvey McKay, Jack Dixon et Olaf Stuut.
En décembre 2014, Cooper publie Kindred EP, avec la chanteuse Kathrin deBoer du groupe trip-hop Belleruche et des remixes de David August et Throwing Snow. L'EP a été décrit par Fact comme une "magnifique pièce d'electronica ".
Max Cooper publie en 2015 sa deuxième collaboration avec le pianiste de formation classique Tom Hodge, l'EP Artefact, ainsi qu'un EP de remix du même nom. La musique combine le piano avec l'électronique et le glitch et a été inspirée en partie par une excursion que Cooper a faite aux pyramides de Teotihuacan au Mexique.

#### 2016:Emergence
En 2016 sort le deuxième album de Max Cooper, Emergence. La chanteuse Kathrin deBoer participe à nouveau à cet album, ainsi que le pianiste Tom Hodge. En 2017 sort un album de remixes, Emergence Remixed. La même année, Cooper publie les EP Chromos et World Passing By.
Il produit en 2018 un DJ mix pour le label australien Balance Music, publié sous le titre Balance 030. D'une durée de presque deux heures, le mix combine techno, compositions classiques, ambient et "field recordings".

#### 2018:One Hundred Billion Sparks
En 2018, Max Cooper publie son troisième album, One Hundred Billion Sparks. Le titre se réfère aux centaines de millards de neurones qui composent le cerveau humain. Chaque morceau de l'album est accompagné d'une vidéo créée par différents artistes.
En le 7 novembre 2019 sort son quatrième album Yearning for the Infinite, qui est issu d'une commande du Barbican Centre,.
Glassforms, une collaboration entre Cooper et Bruce Brubaker, inspirée par l'œuvre de Philip Glass, est sorti le 5 juin 2020.

#### 2022:Unspoken Words
En mars 2022, Cooper publie son cinquième album solo, Unspoken Words. La pochette de l'album est un visuel génératif abstrait créé par Zach Lieberman. Pour accompagner la sortie, un site web interactif dans une esthétique évoquant l'art ASCII est créé par l'artiste polonais Ksawery Komputery, pour présenter le morceau Symphony in Acid.
Le 28 mars 2024, Cooper présente Seme, un concert qui a été créé à l'invitation du Festival de Pâques de Salzbourg (un festival d'opéra et de musique classique) et du Barbican, en collaboration avec les designers du Architecture Social Club qui produisent les visuels.
En octobre 2024, Cooper annonce pour le 28 février 2025 la sortie de son album On Being dont la composition a pris deux années. Le premier single, The Sun In A Box, est sorti le 4 septembre 2024.
Cooper a participé à de nombreux festivals, dont le Glastonbury Festival, le Fuji Rock Festival, le Bestival, le Latitude Festival, le Awakenings Festival, le MUTEK, l'Amsterdam Dance Event et le Decibel Festival.

## Discographie

### Albums solo
- 2014: Human
- 2016: Emergence[22]
- 2018: One Hundred Billion Sparks
- 2019: Yearning for the Infinite
- 2020: Glassforms
- 2022: Unspoken Words[23]